# Johann Keller (Politiker)
Johann Keller (* 14. Oktober 1811 in Horbach (Westerwald); † 7. September 1892 in Wiesbaden) war ein deutscher Schultheiß und Mitglied des Nassauischen Kommunallandtags. 

## Leben
Johann Keller übte den Beruf des Försters aus und war in seiner Heimatgemeinde Horbach von 1846 bis 1887 Schultheiß (heute Bürgermeister). Für den Unterwesterwaldkreis hatte er von 1868 bis 1877 ein Mandat im Nassauischen Kommunallandtag des preußischen Regierungsbezirks Wiesbaden, wo er Mitglied des Eingaben- und Rechnungsprüfungsausschuss war.
Im gleichen Zeitraum hatte er einen Sitz im Bezirksrat des Amtes Montabaur und im Kreistag des Unterwesterwaldkreises. 